# Helicops infrataeniatus
Helicops infrataeniatus är en ormart som beskrevs av Jan 1865. Helicops infrataeniatus ingår i släktet Helicops och familjen snokar. Inga underarter finns listade i Catalogue of Life.
Arten förekommer i Uruguay, i södra Brasilien samt i angränsande områden av Paraguay och Argentina. Honor lägger inga ägg utan föder levande ungar.